# Richard Ragnvald
Richard Ragnvald Jensen (født 10. august 1947 i Aarhus) er en dansk sanger og skuespiller, der først og fremmest er kendt for sin dansktop-karriere.
Ragnvald dannede i 1959 bandet The Rich's Band, som optrådte til skolefester i Aarhus-området. Fra 1964 til 1971 arbejdede han som portør på Marselisborg Hospital i Aarhus, og dannede i 1964 duoen Solveig & Richard med Solveig Sønderholm. Det samarbejde resulterede i flere albums og hits i 1970'erne. I 1980 valgte Ragnvald at gå solo, og indspillede året efter en coverversion af Friheden flyver. Han blev desuden engageret til et par revyer i Kolding og Horsens og blev vært på bingoprogrammer, der blev sendt på lokale tv-stationer i Aarhus, Esbjerg, Odense og Fredericia. Gennem de jyske lokalradioer blev hans musik udbredt til resten af landet. Gennembrudshittet var "Tak fordi vi er venner" fra 1992, men det er dog "Kære lille mormor", der er hans største hit. Sangen er skrevet af Torben Lendager og John Hatting, og udkom på albummet Jeg har en drøm (1993), der modtog en guldplade for 40.000 solgte eksemplarer. Siden har Ragnvald haft flere dansktop-hits, ligesom "Kære lille mormor" fortsat spilles flittigt i Giro 413.
I 1997 blev Richard Ragnvald kritiseret af sit pladeselskab, fordi han på Dansk Folkepartis landsmøde fremførte en omskrevet version af Kære lille mormor, Kære lille Pia, som hyldestsang til Pia Kjærsgaard. Pladeselskabet krævede efterfølgende, at han ikke brugte sangen i politisk sammenhæng.
Richard Ragnvald har medvirket i tre spillefilm; Kassen stemmer (1976), Rocking Silver (1983) og Midt om natten (1984). Hans oldefar er den tidligere politiker Harald Jensen.

## Diskografi

### Studiealbum
- Tænk på den tid (1987)
- Jul i Skovhuset med Richard Ragnvald (1988)
- Man skal altid være venner (1989)
- Rart at komme hjem (1991)
- Richard Ragnvald i Nashville (1991)
- Vær som du er (1992)
- Tak fordi vi er venner (1993)
- Jeg har en drøm (1993)
- Mit stjernetegn (1994)
- I den syvende himmel (1996)
- Du har været min i 25 år (1998)
- Tak for alle årene (2001)
- En lille Souvenir (2004)
- Min nummer et (2007)
- Sange vi husker (2009)

## Filmografi
- Kassen stemmer (1976)
- Rocking Silver (1983)
- Midt om natten (1984)